# Stensättra tomtområde
Stensättra tomtområde est une localité de Suède dans la commune de Nykvarn située dans le comté de Stockholm.
Sa population était de 421 habitants en 2019.